# Чевакино (Архангельская область)
Чевакино — деревня в Холмогорском районе Архангельской области.

## География
Находится в центральной части Архангельской области на расстоянии приблизительно 33 км на запад-северо-запад по прямой от районного центра села Холмогоры на левом берегу одной из проток реки Северная Двина.

## История
В 1859 году здесь (тогда деревня Архангельского уезда Архангельской губернии) было учтено 32 двора, в 1905 — 64. До 2022 года входила в Кехотское сельское поселение до его упразднения.

## Население
Численность населения: 204 человека (1859 год), 342 (1905), 18 (русские 100 %) в 2002 году, 8 в 2010.